# Palazzo in vico Purgatorio ad Arco 15
Il palazzo in vico Purgatorio ad Arco è un palazzo monumentale di Napoli ubicato nell'omonimo vico, al civico 13.

## Descrizione
L'edificio è una delle testimonianze preziose del rinascimento napoletano, malgrado sia il risultato di numerose trasformazioni eseguite nel corso dei secoli, fino al Novecento.
Maestoso è il portale in piperno caratterizzato da successivi ampliamenti per favorire il passaggio delle carrozze di palazzo; infatti il vico presenta esigue dimensioni, tanto che, per fare un esempio, una moderna automobile non può passare a causa della forma ad imbuto della strada.